# Hololepta plana
Hololepta plana је инсект из реда тврдокрилаца који припада породици Histeridae. 

## Распрострањење
Hololepta plana је распрострањена широм западног Палеарктика, присутна је у већини земаља у Европи и делу Азије. У Србији пристуна, највише у равничарском делу земље. Насељава шумска станишта.

## Опис
Ово је ситан тврдокрилац величине од 8-10мм. Живи испод коре дрвета, пљоснатог је облика. Најчешће насељава дрва која леже на земљи. Имаго се може наћи готово читаве године. Често су јединке нападнуте грињама.

## Синоними
- Hister minor Voet, 1793
- Hister plana Sulzer, 1776
- Hister planus Füessly, 1775
- Hister planus Roemer, 1789
- Hololepta appendiculata Auzat, 1918
- Hololepta deficiens Roubal, 1925
- Hololepta desbordesi Auzat, 1919
- Hololepta orientalis Roubal, 1925
- Hololepta rouquesi Auzat, 1919